# São Justo (departamento de Santa Fé)
São Justo (em castelhano: San Justo) é um departamento da província de Santa Fé, na Argentina. Possui 5 575 quilômetros quadrados, e segundo censo de 2019 havia 43 827 habitantes.